# Cerkiew Zmartwychwstania Pańskiego w Wilnie
Cerkiew Zmartwychwstania Pańskiego w Wilnie – niezachowana do naszych czasów cerkiew prawosławna położona na rogu ulic Stiklų i Didžioji.
Cerkiew była wzniesiona w stylu gotyckim, jednak dokładny okres jej powstania jest nieznany. W 1609, podobnie jak większość innych prawosławnych świątyń w Wilnie, cerkiew Zmartwychwstania Pańskiego została przekazana duchowieństwu unickiemu. Służyła im jednak tylko rok. Już w 1610, w czasie jednego z pożarów Wilna, spłonęła. W 1632 król Władysław IV Waza polecił zwrócić ją prawosławnym. Z braku funduszy remont obiektu przedłużał się. W 1671 cerkiew w dalszym ciągu była w fatalnym stanie, a część jej ścian wykorzystano przy budowie nowych domów mieszkalnych. Ok. 1705 świątynię na nowo użytkowali unici. W czasie kolejnych pożarów w latach 1748–1749 budynek ponownie uległ zniszczeniu, jednak został odbudowany i podlegał klasztorowi bazyliańskiemu w Wilnie, a następnie cerkwi św. Mikołaja. W XVIII wieku jej stan techniczny systematycznie się jednak pogarszał i w 1799 unicki biskup wileński Jozafat Bułhak zgodził się na jej przebudowę w trzypiętrowy dom mieszkalny. Elementy architektury dawnej świątyni są w nim ciągle widoczne.